# Гедеон Одорський
Гедеон Одорський (йм., 1660-ті рр., Вітебське воєводство — після 1715, Архангельськ (?)) — церковний та просвітницький діяч, в 1701—1704 роках ректор Києво-Могилянської академії.
Походив зі старовинного шляхетського білоруського роду. Народився у сім'ї власника вотчин у ВІтебському воєводстві.
З 1674 року навчався у Львівському єзуїтському колегімі, згодом у моравському місті Ольмюц (тепер Оломоуц, Чехія).
По завершенню навчання прийняв чернечий постриг. Був призначений архімандритом Онуфріївського Михайлівського монастиря (Білорусь).
У 1690 р. отримав привілей від польського короля Яна III Собеського обійняти православну єпископську кафедру з правом одержання титулу єпископа Білоруського і Мстиславського та архімандрита Новгород-Сіверського і Чернігівського. Того ж року потрапив до Києва, прийняв православ'я, став ченцем Києво-Печерської Лаври.
У 1693-97 рр. мешкав у Москві у складі посольства київського духовенства.
1701 року за пропозицією Івана Мазепи був призначений ректором Києво-Могилянської академії. Це був один із небагатьох випадків у історії Академії, коли керівником була обрана людина, що ніколи не навчалася і не працювала у закладі доти.
Саме за Одорського впродовж 1703-04 рр. було закладено мурований корпус Академії, що зберігся дотепер і відомий як Староакадемічний корпус. Також Академії було надано багато нових маєтностей.
1704 року призначений настоятелем Крупицько-Батуринського монастиря.
1711 року Одорського як прихильника Івана Мазепи було заарештовано та вислано до Соловецького монастиря.
Перебуваючи на Соловках, заснував 1713 року Архангельську греко-слов'янську школу, а пізніше семінарію і з 1715 року став її ректором.
Виступав як проповідник, створював панегірики церковним діячам, написав "Катехізис" для учнів греко-слов'янської семінарії.